# Sarcocaulon
Sarcocaulon es un género con 22 especies de plantas de flores perteneciente a la familia Geraniaceae. 

## Especies seleccionadas
- Sarcocaulon camdeboense Moffett
- Sarcocaulon ciliatum Moffett
- Sarcocaulon crassicaule Rehm
- Sarcocaulon currali Heckel
- Lista de especies